# Álvaro Gonçalves Coutinho
Álvaro Gonçalves Coutinho, detto O Magriço (Penedono, c. 1383 – dopo il 1445), è stato un militare e nobile portoghese.

## Biografia
Álvaro Gonçalves Coutinho era figlio di Gonçalo Vasques Coutinho, II Maresciallo del Portogallo e della prima consorte di questi, Leonor Gonçalves de Azevedo (figlia a sua volta di Gonçalo Vasques de Azevedo, anch'egli Maresciallo del Portogallo).
È menzionato nella storia cavalleresca Os Doze de Inglaterra ("I Dodici d'Inghilterra"), vicenda semileggendaria raccontata nel poema epico I Lusiadi di Luís de Camões (canto I strofa 12).
Pur essendo un cavaliere del lignaggio della Corte di Giovanni I del Portogallo, Gonçalves Coutinho non accettò che il suo monarca gli negasse il matrimonio con la donna che amava, Isabella de Castro, partendo per la Borgogna dove combatté per più di un decennio tra i coetanei di Giovanni senza Paura, che lo considerava uno dei guerrieri più impavidi che lo avessero mai servito.
È sepolto nella Chiesa di San Michele di Gémeos in una tomba con una lancia scolpita sulla sommità.

## Vita privata
Gonçalves Coutinho sposò Isabella de Castro, figlia di D. Pedro de Castro, conte di Arraiolos e signore di Cadaval, e di Eleonora Telles de Menezes figlia di D. Giovanni Alfonso Telles de Menezes, conte di Barcelos. Dall'unione nacquero tre figli:
- Pedro Vaz de Moura Coutinho, che sposò Brites da Fonseca.
- Gonçalo Álvares Magriço, che sposò Olaia de Figueiroa.
- Álvaro de Moura Coutinho, che sposò Geneva Afonso.